# Wilhelm Stern
Wilhelm Stern (Berlim, 29 de abril de 1871 – Durham, 27 de março de 1938) nascido Louis William Stern, foi um psicólogo e filósofo alemão. Ele é conhecido pelo desenvolvimento da psicologia personalista, que colocou ênfase no indivíduo examinando traços de personalidade mensuráveis, bem como a interação desses traços dentro de cada pessoa para criar o eu.
Stern também cunhou o termo quociente de inteligência, ou QI, e inventou o variador de tom como uma nova maneira de estudar a percepção humana do som. Stern estudou psicologia e filosofia com Hermann Ebbinghaus na Universidade de Berlim, e rapidamente passou a lecionar na Universidade de Breslau. Mais tarde, ele foi nomeado para o cargo de professor da Universidade de Hamburgo.
Ao longo de sua carreira, Stern escreveu muitos livros pioneiros em novos campos da psicologia, como psicologia diferencial, personalismo crítico, psicologia forense e testes de inteligência. Stern também foi um pioneiro no campo da psicologia infantil. Trabalhando com sua esposa, Clara Joseephy Stern, o casal manteve diários meticulosos detalhando a vida de seus 3 filhos por 18 anos. Ele usou esses diários para escrever vários livros que ofereciam uma visão sem precedentes do desenvolvimento psicológico das crianças ao longo do tempo.

## Publicações
- Stern, William (1914) [1912 (Leipzig: J. A. Barth, original German edition)]. Die psychologischen Methoden der Intelligenzprüfung: und deren Anwendung an Schulkindern [The Psychological Methods of Testing Intelligence]. Col: Educational psychology monographs, no. 13. Guy Montrose Whipple (English translation). Baltimore: Warwick & York. ISBN 9781981604999. LCCN 14010447. OCLC 4521857
- Stern, W. (1900). Über Psychologie der individuellen Differenzen: Ideen zu einer 'differentiellen Psychologie’ (On the psychology of individual differences: Toward a ‘differential psychology’). Leipzig: Barth.
- Stern, W. (1906). Person und Sache: System der philosophischen Weltanschauung. Erster Band: Ableitung und Grundlehre (Person and thing: System of a philosophical worldview (Rationale and basic tenets, Vol. one). Leipzig: Barth.
- Stern, C., & Stern, W. (1907). Die Kindersprache (Children's speech). Leipzig: Barth.
- Stern, C., & Stern, W. (1909). Erinnerung, Aussage und Lüge in der ersten Kindheit (Recollection, testimony, and lying in early childhood). Leipzig: Barth.
- Stern, W. (1911). Die Differentielle Psychologie in ihren methodischen Grundlagen (Methodological foundations of differential psychology). Leipzig: Barth.
- Stern, W. (1914). Psychologie der frühen Kindheit bis zum sechsten Lebensjahr (The psychology of early childhood up to the sixth year of age). Leipzig: Quelle & Meyer.
- Stern, W. (1916). Der Intelligenzquotient als Maß der kindlichen Intelligenz, insbesondere der Unternormalen (The intelligence quotient as measure of intelligence in children, with special reference to the subnormal). Zeitschrift für angewandte Psychologie.
- Stern, W. (1917). Die Psychologie und der Personalismus (Psychology and Personalism). Leipzig: Barth.
- Stern, W. (1918). Person und Sache: System der philosophischen Weltanschauung. Zweiter Band: Die menschliche Persönlichkeit (Person and thing: System of a philosophical worldview. Volume two: The human personality). Leipzig: Barth.
- Stern, W. (1924). Person und Sache: System der kritischen Personalismus. Dritter Band: Wertphilosophie (Person and thing: The system of critical personalism. Volume three: Philosophy of value). Leipzig: Barth.
- Stern, W. (1924). The psychology of early childhood up to the sixth year of age (trans: Barwell, A.). London: Allen & Unwin.
- Stern, W. (1927). Selbstdarstellung (Self-portrait). In R. Schmidt (Ed.), Philosophie der Gegenwart in Selbstdarstellung (Vol. 6, pp. 128–184). Barth: Leipzig.
- Stern, W. (1930). Eindrücke von der amerikanischen Psychologie: Bericht über eine Kongreßreise (Impressions of American psychology: Report on travel to a conference). Zeitschrift für Pädagogische Psychologie, experimentelle Pädagogik und jugendkundliche Forschung.
- Stern, W. (1938). General psychology from a personalistic standpoint (idem) (trans: Spoerl, H. D.). New York: Macmillan.